# Younus Shaikh
Dr. Younus Shaikh (født 30. maj 1952 i byen Chishtian, Pakistan), er en pakistansk læge, menneskeretsaktivist, rationalist og fritænker. Efter en forelæsning i Pakistan i oktober 2000 blev han anklaget for blasfemi, og efter 11 måneder i fængsel dømt til døden. Dommen blev senere omgjort i november 2003, efter nogle flere år i fængsel, og efter meget international opmærksomhed.

## Baggrund
Shaikh studerede til medicin i Multan, Pakistan, hvor han blev uddannet læge. I perioden 1981 til 1988 fortsatte han sine studier i Dublin og London, hvorefter han tog tilbage til Islamabad og en position som underviser på det medicinske fakultet.
Sideløbende med hans medicinske arbejde deltog han i menneskeretsarbejde. Han var del af det pakistanske/indiske fredsinitiativ: Pakistan-India Forum for Peace and Democracy, og han var del af forskellige andre grupper som South Asian Fraternity, South Asian Union, Human Rights Commission of Pakistan og i 1990 startede han selv en humanistisk organisation som han kaldte The Enlightenment ("oplysningen"), som var inspireret af den europæiske oplysningstid og renæssance. Men som menneskeretsforkæmper i Pakistan tiltrak han sig hurtigt de islamiske fundamentalisters vrede.
Shaikh bor for tiden i Schweiz. Han er æresmedlem af Rationalist International og af Muko Mona – en sekulær organisation af bengalske humanister og fritænkere.

## Pakistanske blasfemianklage og retssag

### Retssag
Under en forelæsning ved det homøopatiske kollegium i oktober 2000, kom Younus Shaikh med nogle bemærkninger der af en lille del af forsamlingen blev opfattet som blasfemiske. 11 studerende meldte ham til en lokal privat gruppe kaldet Komiteen til beskyttelse af profetens finalitet, som har en baggrund af at have forfulgt religiøse minoriteter med blasfemianklager. Gruppen meldte ham straks til myndighederne, hvorefter han blev arresteret og sat i fængsel. Younus Shaikh insisterede på at han var blevet misforstået. Efter 11 måneders fængsel blev Younus Shaikh dømt til døden.
En international kampagne blev søsat for at opnå hans løsladelse. Kampagne der blev koordineret af Amnesty International og International Humanist and Ethical Union (IHEU) organiserede brevprotester til Pakistans præsident General Pervez Musharraf og holdt demonstrationer i flere byer rundt omkring verdenen; Birmingham, Oslo, Paris, New Delhi, Washington.
Efter dødsdommen blev Dr. Shaikh indespærret i fængslet i Rawalpindi mens han ventede på at sagen blev ført til højesteret, men der kunne ikke opnås enighed om at optage den i højesteret. To år senere, oktober 2003, tog en anden dommer sagen op igen og fandt i den forbindelse den oprindelige kendelse ugyldig og sendte sagen tilbage til lavere retsinstanser for en ny retssag. Denne blev afholdt i november 2003, hvor Dr. Shaikh, som selv stod for forsvaret, blev endelig frikendt den 23. november.

### Anklager
I august 2001 blev dr. Shaikh anklaget for at blasfemi ved at sige at Muhammed ikke blev muslim før han blev 40 år (i.e. da han ifølge Islam modtog Guds ord) og at Muhammeds forældre ikke var muslimer eftersom de var døde før Islam eksisterede. Han blev yderligere anklaget for at sige at Muhammed nok ikke havde barberede sine armhuler og sin kønsbehåring, da denne praksis sandsynligvis var ukendt i Muhammeds stamme på dette tidspunkt.
I Pakistan bliver blasfemi ført under artikel 295/C. Den anklagede bliver indespærret så længe sagen køre uden mulighed for at komme ud mod kaution. Hvis den anklagede findes skyldig medføre det dødsstraf.